# Christoph Carl Fernberger

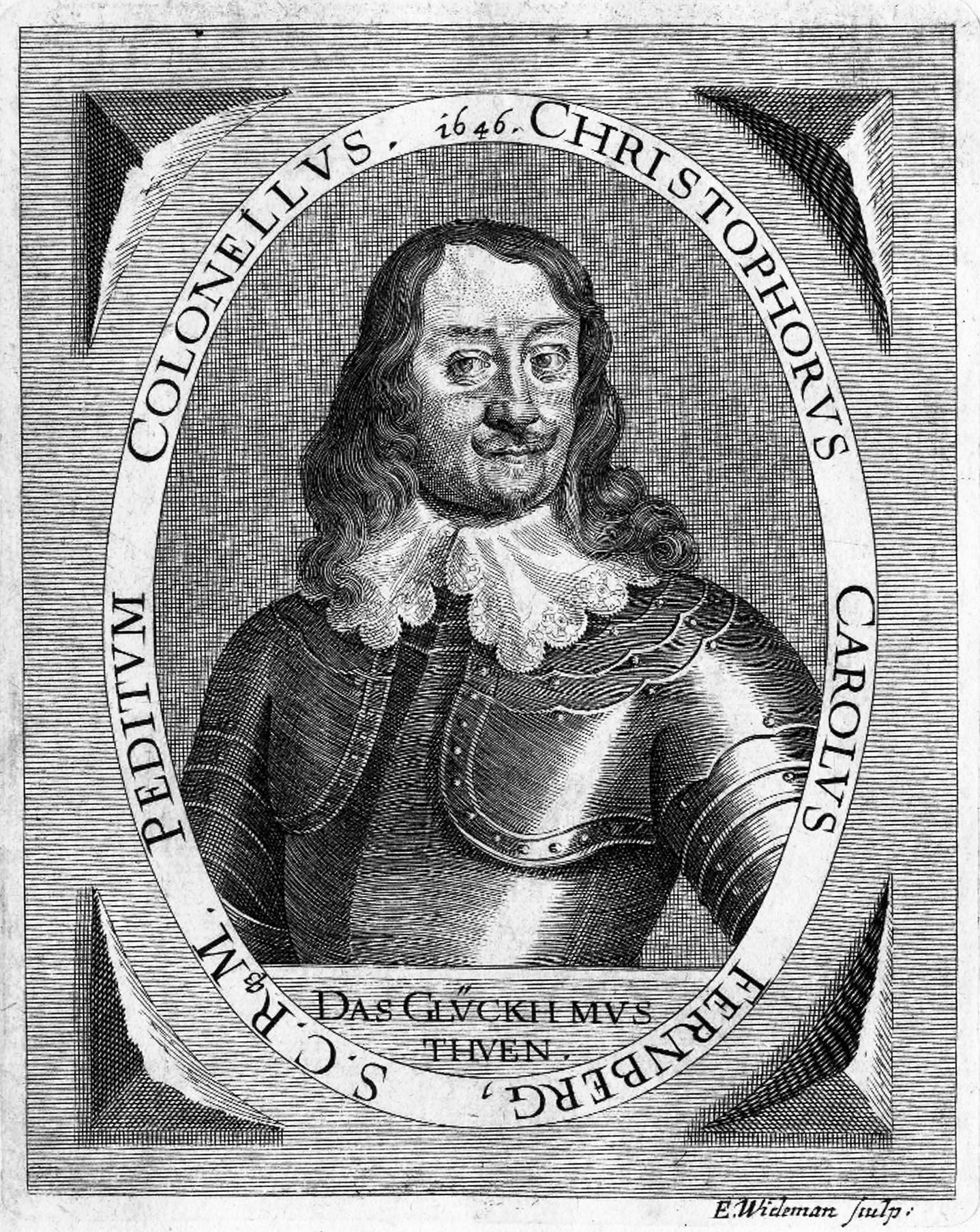
Christoph Carl Fernberger (1646; Kupferstich von Elias Widemann)

Christoph Carl Fernberger (* um 1596 auf Schloss Eggenberg; † 7. Dezember 1653 in Maria Enzersdorf) war kaiserlicher Oberst, Weltreisender, Entdecker und gilt als erster österreichischer Weltumsegler, wobei er sich selbst in seinem darüber verfassten Reißbüchlein stets als „Teutscher“ bezeichnete.
Nachdem die Habsburger Monarchie bis 1806 an der Spitze des Heiligen Römischen Reichs (Deutscher Nation) stand, und Österreich bis 1866 auch den Vorsitz im Deutschen Bund innehatte, war Christoph Carl Fernberger zudem nach Maestre Anes und Hans Barge der dritte Deutsche Weltumsegler und unter anderem — ein Vierteljahrhundert vor dem Franken Johann Jacob Mercklein — auch der erste Deutsche, der nachweislich nach Ayutthaya gereist ist. Fernberger war ein Vetter zweiten Grades des Vorchdorfer Adeligen Georg Christoph Fernberger. Dieser hat sich ebenfalls mit Entdeckungen auf Weltreisen einen Namen gemacht, er kam auf seiner Orientreise 1588/93 bis an den Ganges und nach Birma.

## Vorgeschichte
1621 begann nach Auslaufen eines Zwölfjährigen Waffenstillstands eine Offensive Spaniens gegen die aufständischen Provinzen der Niederlande. Fernberger, Untertan der Österreichischen Habsburger, hatte sich als Söldneroffizier von den Spanischen Habsburgern anwerben lassen und befehligte als Hauptmann eine Kompanie von 300 Landsknechten. Er geriet aber noch im gleichen Jahr in Kriegsgefangenschaft.
Nach der Bezahlung von 300 Gulden Lösegeld durch seine Familie kam Fernberger zwar wieder in Freiheit, saß aber in den Niederlanden fest.
Eine Durchquerung der Frontlinie zurück zu seiner Kompanie auf die spanische Seite erschien ihm zu gefährlich, also kam Fernberger zum Schluss, dass der einzige sichere Weg aus den Niederlanden über das Meer führe.

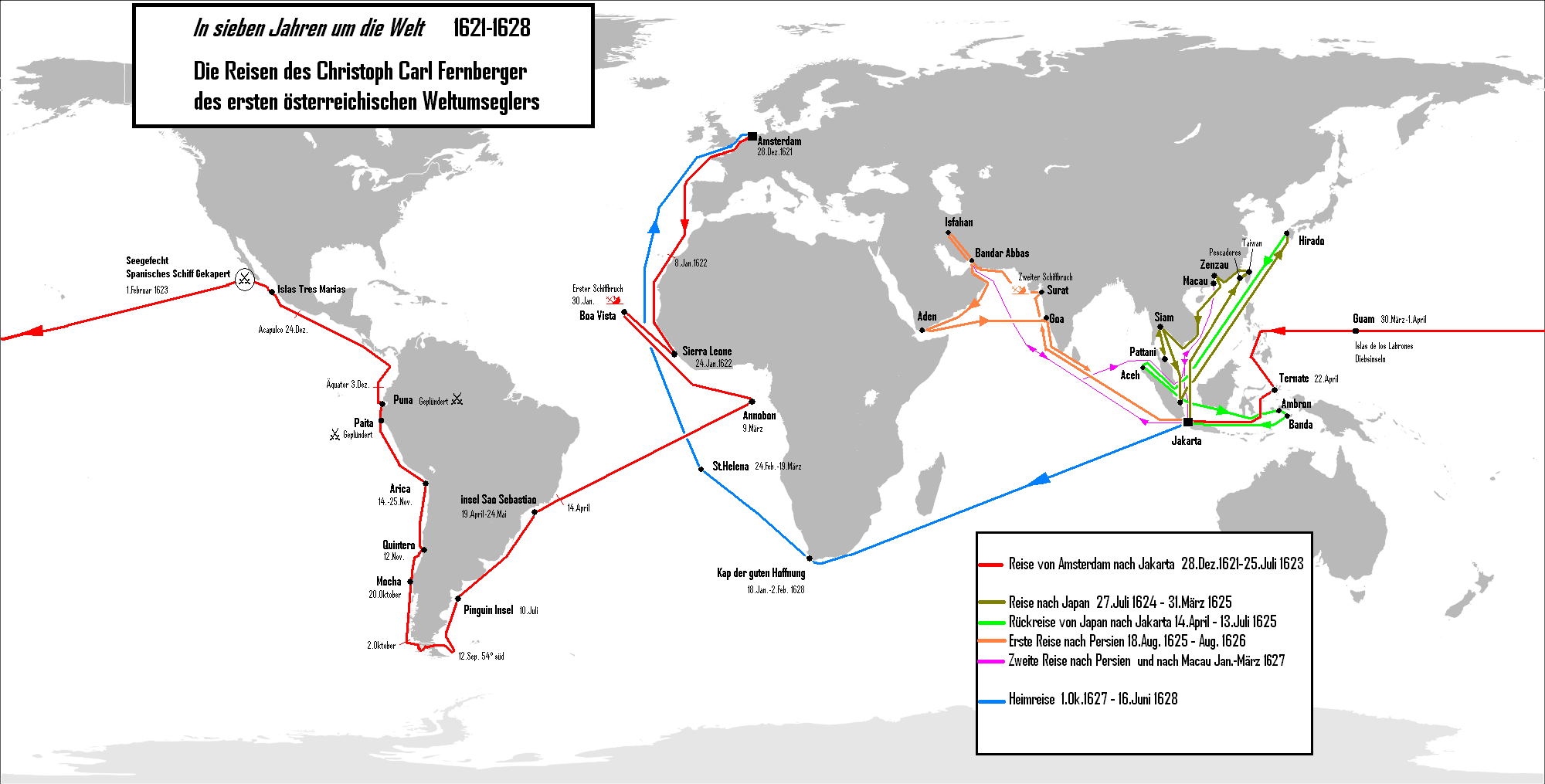
Die Reisen des Christoph Carl Fernberger

## Weltumsegelung
Seine Weltumseglung 1621–1628 ging nicht allzu freiwillig vonstatten, Fernberger fand im Hafen von Amsterdam das Schiff Hazewind, dessen Reiseroute über „Lanänder“ (Luanda/Loanda in Angola oder Landana nördlich der Kongo Mündung) nach Venetien führen sollte. Dort wollte Fernberger von Bord gehen, um über die Alpen nach Österreich zu gelangen.
Fernberger heuerte als Hilfskoch an, er schreibt darüber im Deutsch des 17. Jh. in sein Reisebuch: den 29.Nouvember gieng ich zum waßer, dar lag ein schiff welches mit kaufmanswahren durch die statt Lanänder nach Venentien wollte gan, ich gieng zum capitan von selben schiff und rede mit ihm, ob ich kundte mit kommen..... 
Die Hazewind erreichte ihr erstes Etappenziel allerdings nicht, das Schiff zerschellte bei den Kapverdischen Inseln; ein Teil der Schiffbrüchigen rettete sich auf einen nackten Felsen. Die knappen aus dem Wasser gefischten Lebensmittel wurden aufgeteilt. Nach zwei Wochen wurden die 29 noch Lebenden von einer Flotte der Niederländischen Ostindien-Kompanie, kurz V.O.C, bestehend aus fünf Schiffen, aufgefunden und mitgenommen. Diese war jedoch nicht nach Europa unterwegs, sondern steuerte über die Magellanstraße den Pazifik und Indonesien an, um dort die wenige Jahre zuvor gegründete Kolonie Batavia zu verstärken. Daraufhin ließen sich nur vierzehn der Männer mitnehmen; die übrigen blieben in der Erwartung zurück, von einem anderen Schiff in die Heimat mitgenommen zu werden. Ihr Schicksal ist unbekannt.
Fernberger zählte zu den Mitreisenden, die sich als Gegenleistung zum Dienst in der V.O.C verpflichten mussten. Die Fahrt führte ihn über den Atlantik nach Südamerika, weiter durch die Magellanstraße die Pazifikküste Amerikas nach Norden entlang bis zur Baja California. Vor der Südspitze der Baja California kaperte die Goeden Fortuin das letzte verbliebene Schiff der Flotte, ein spanisches Handelsschiff. Im Zuge der Plünderung des spanischen Schiffes kam Fernberger in den Besitz wertvoller Diamanten. Die Reise ging weiter über den Pazifik vorbei an den Diebsinseln, wie die Marianen bis 1667 von den Spaniern genannt wurden, und den Philippinen bis zur holländischen Kolonie Jakarta in Indonesien.
Nachdem er sich 1623 in Jakarta/Batavia mithilfe der in seinem Besitz befindlichen Diamanten vom Dienst in der V.O.C freigekauft hatte, machte er als freier Kaufmann und Freibürger (vrijburger) von Batavia 1623–1627 Handelsreisen durch Ostasien.
Auf diesen Reisen kam Fernberger, mittlerweile mit Hausstand in Jakarta, nach Sumatra, mehrmals auf die Molukken, nach Siam und China. 1624 kam Fernberger auf den Pescadoren-Inseln an, welche einen Stützpunkt der V.O.C beherbergten, und beteiligte sich an der Verlegung des Stützpunktes nach Formosa. In den folgenden Jahren führten Fernberger weitere Unternehmungen nach China (Macau, Kanton), auf die Japanische Insel Hirado, wo sich von 1609 bis 1639 ein Handelsposten der V.O.C befand, nach Goa in Indien und über Hormuz bis nach Persien.
In Persien kam ihm 1627 das Gerücht zu Ohren, dass die Türken Wien erobert und Österreich besetzt hätten. Diese Nachricht löste bei Fernberger Heimweh und Sorge um seine Angehörigen aus und er beschloss so schnell wie möglich in die Heimat zurückzukehren. Zwar stellte sich im Nachhinein heraus, dass die Information falsch war, dennoch bemühte er sich, zurück in Jakarta, um eine Passage nach Europa.
1627 wurde der V.O.C-Gouverneur von Jakarta Pieter de Carpentier von Jan Pieterszoon Coen abgelöst – und für Fernberger ergab sich die Gelegenheit, mit der Flotte, die Carpentier nach Amsterdam brachte, nach Europa zurückzukehren.
Die Flotte stach am 1. Oktober 1627 in Jakarta in See und erreichte nach einem Zwischenaufenthalt am Kap der Guten Hoffnung und auf St. Helena am 16. Juni 1628 Holland, dann ging es weiter nach Amsterdam. Für Fernberger hatte sich der Kreis geschlossen.

## Weitere Karriere
Nach den spärlichen Angaben zu seinem weiteren Leben war Fernberger ab 1637 General-Land-Oberstleutnant von Niederösterreich. Im Dreißigjährigen Krieg setzte er seine frühere militärische Laufbahn fort und erhielt 1642 als Oberst das Kommando über ein von den niederösterreichischen Landständen aufgestelltes Regiment. 1643 stand er mit seinem Regiment in Mähren gegen die Schweden, im nächsten Jahr kämpfte er in Oberungarn unter General Puchheim gegen den siebenbürgischen Fürsten Georg I. Rákóczi. Während sein Regiment Anfang 1645 die schwere Niederlage bei Jankau gegen die Schweden mitmachte, war Fernberger selbst 1645 in Pressburg stationiert, das zeitweise von Rákóczi bedroht wurde. Als dieser mit Kaiser Ferdinand III. den Linzer Frieden aushandelte, meldete der Feldmarschallleutnant Johann Wilhelm von Hunolstein an Fernberger, dass er austrommeln lassen solle, dass keine Gefahr mehr für die Stadt bestehe.

## Überlieferung und Rezeption
Vermutlich 1633 diktierte Fernberger seinem jüngeren Bruder Christoph Matthias Fernberger auf der Basis seiner Tagebuchaufzeichnungen das „Reißbüchlein“, ein 271 Seiten umfassendes Manuskript, das sich heute im Wiener Finanz- und Hofkammerarchiv befindet. Eine im späten 17. Jh. angefertigte, fehlerhafte Abschrift dieses Manuskripts wurde in den 1920er Jahren von dem Bibliothekar Ernst von Frisch in der Salzburger Universitätsbibliothek entdeckt und 1928 als Buch in moderner Sprache herausgegeben. Das Original in Wien fand Karl R. Wernhart fast ein halbes Jahrhundert später, der es erstmals 1972 edierte und den Originaltext im Jahre 2011 in einer ausführlich kommentierten wissenschaftlichen Ausgabe vorlegte. 2008 veröffentlichte die Wiener Historikerin Martina Lehner eine Nacherzählung des „Reißbüchleins“ auf der Basis des von Wernhart herausgegebenen Originals.
In der 2008 im Salzkammergut stattgefundenen Oberösterreichischen Landesausstellung wurde Fernberger und seines Cousins Georg Christoph im Rahmen dieser Ausstellung in der Erlebnisbrauerei auf Schloss Eggenberg gedacht.